# Orzepowice
Orzepowice (tiếng Đức: Orzupowitz) là một quận của Rybnik, Silesian Voivodeship, miền nam Ba Lan. Vào cuối năm 2013, quận có khoảng 3.500 cư dân.

## Lịch sử
Sau Thế chiến I ở Thượng Silesia plebiscite 399 trong số 462 cử tri ở Orzepowice đã bỏ phiếu ủng hộ việc gia nhập Ba Lan, chống lại 61 người chọn ở lại Đức. Năm 1922, nó trở thành một phần của Silesian Voivodeship, Cộng hòa Ba Lan thứ hai. Sau đó, chúng bị Đức Quốc xã thôn tính vào đầu Thế chiến II. Sau chiến tranh, nó đã được khôi phục lại Ba Lan.
Đó là với Wielopole được hợp nhất với Rybnik vào năm 1973.